# Toon Grassens
Antoon (Toon) Grassens (Gemert, 1940) is een Nederlandse, in Gemert woonachtige, beeldhouwer. De meeste beelden van hem zijn gemaakt van brons en staan in de provincie Noord-Brabant. Zijn beelden zijn in het algemeen naturalistisch en kenmerken zich door een hoge mate van detaillering. Hij maakte onder meer in 1999 in Heerenveen een bronzen beeld van Sunny Boy, de Friese fokstier. Dit beeld werd onthuld door de toenmalige trainer van Sportclub Heerenveen, Foppe de Haan. In 2005 maakte hij een bronzen beeld van Bonfire, het paard van de meervoudig dressuurkampioene Anky van Grunsven, in het Brabantse Erp.

## Werk van Grassens in de publieke ruimte (selectie)
- Namen zijn mensen - Gemert
- Berenleider - De Mortel (1981)
- De Skut - Gemert (1987)
- Boer met melkbussen - Nistelrode (1987) vóór de voormalige melkfabriek " Door eendracht sterk ".
- De zevende boerin - Nistelrode (1988) vóór de voormalige melkfabriek " Door eendracht sterk ".
- De Willeskopper Stier - Willeskop (1989)
- Ons moeder en het kind - Bakel (1989)
- De Peelwerker - Milheeze (1989)
- Het Nederlandse Trekpaard - Gerwen (1990)
- D'n Vorstenbossche Mulder - Vorstenbosch (1994)
- Haan, kippen en kuikens - Cuijk (1999)
- Sunny Boy - Heerenveen (1999)
- Belhamel - Alphen (2000)
- Pastoor Willem Binck - Alphen (2002)
- Vaas van Vreugde - 's-Hertogenbosch (2003) replica van vaas Louis Vreugde in brons
- Plaggehouwer - Grubbenvorst (2004)
- Bonfire - Erp (2005)

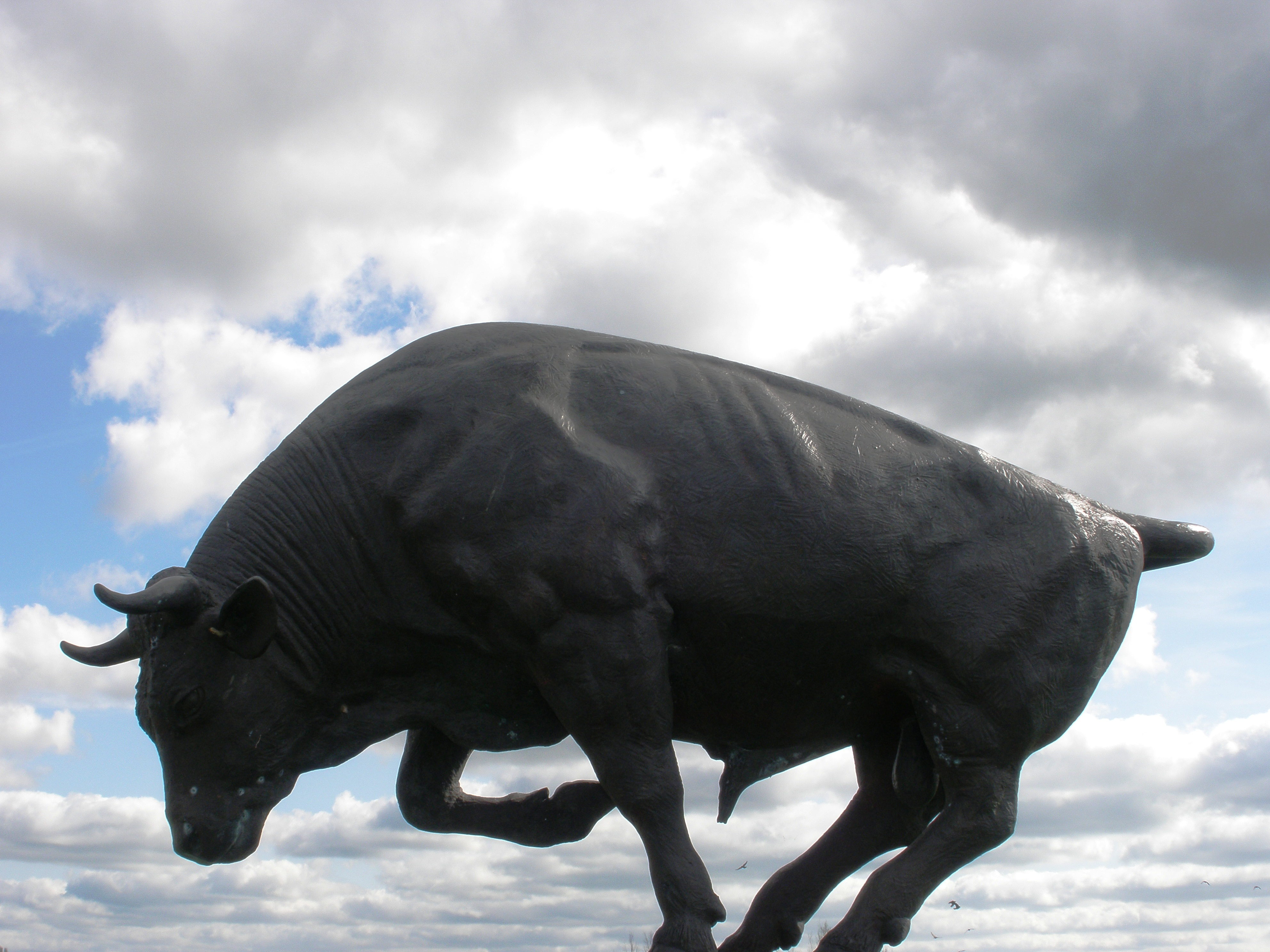
Willeskopper stier (Willeskop)
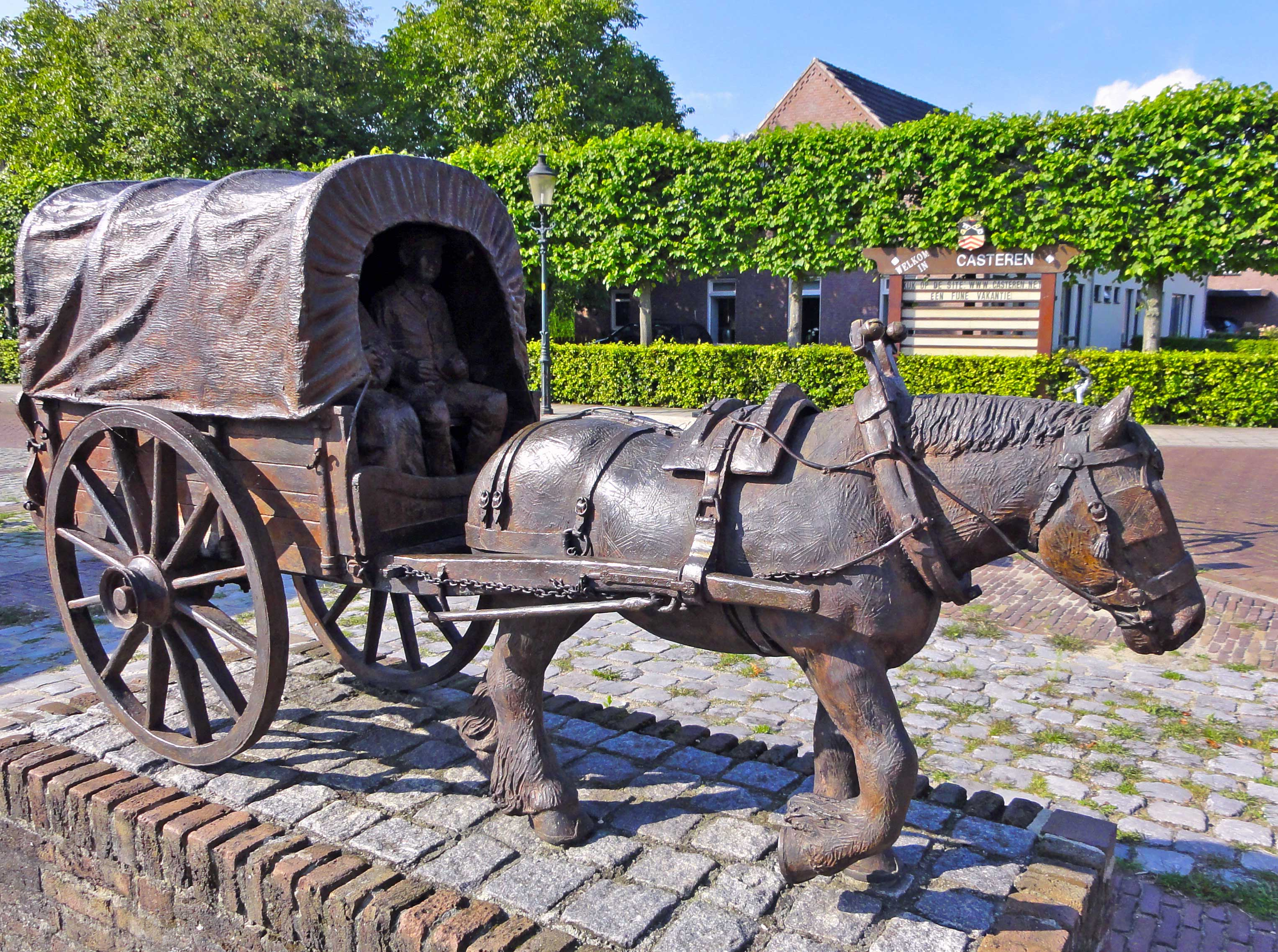
Caastere kermis (Casteren)
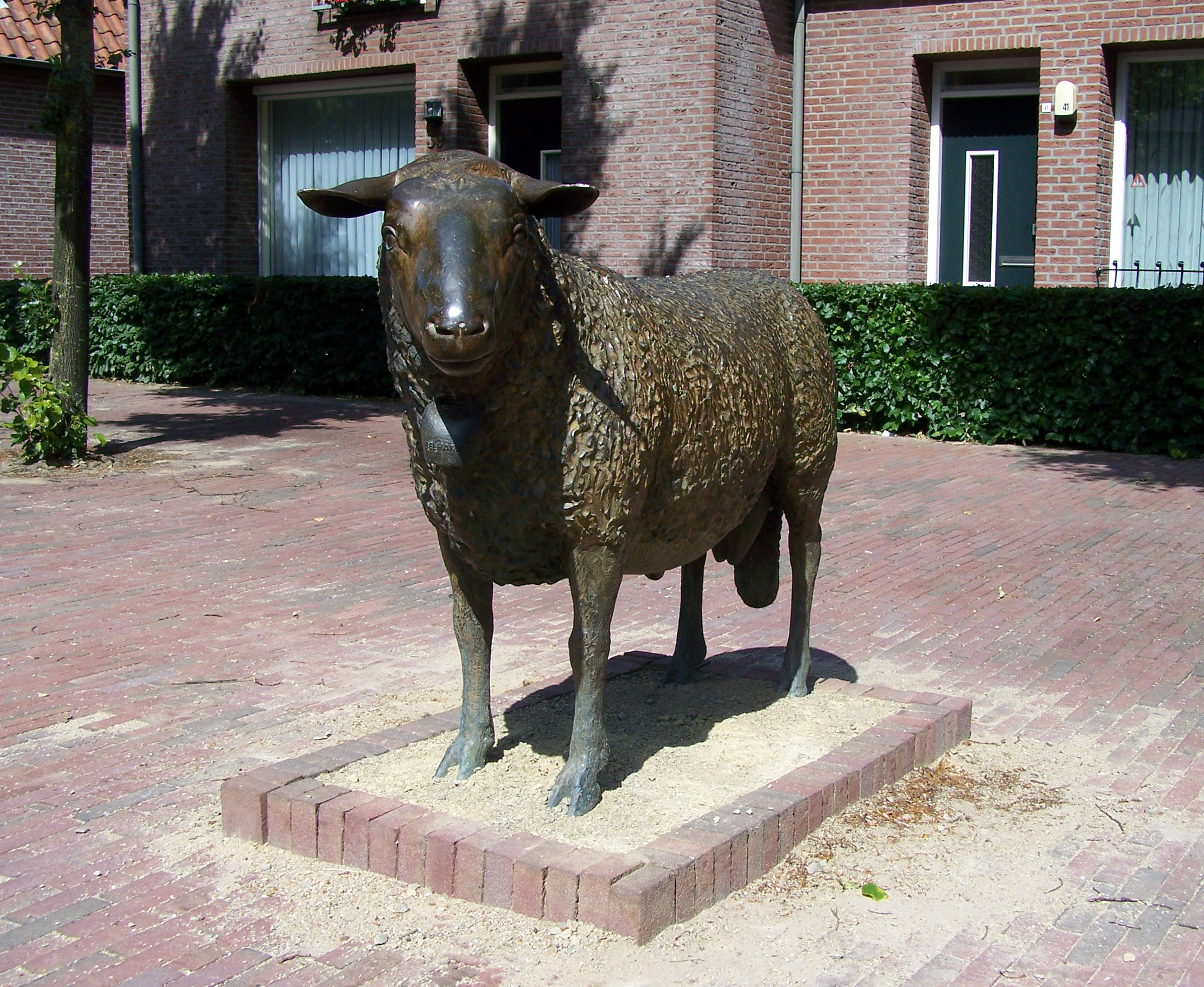
Belhamel ([Alphen)
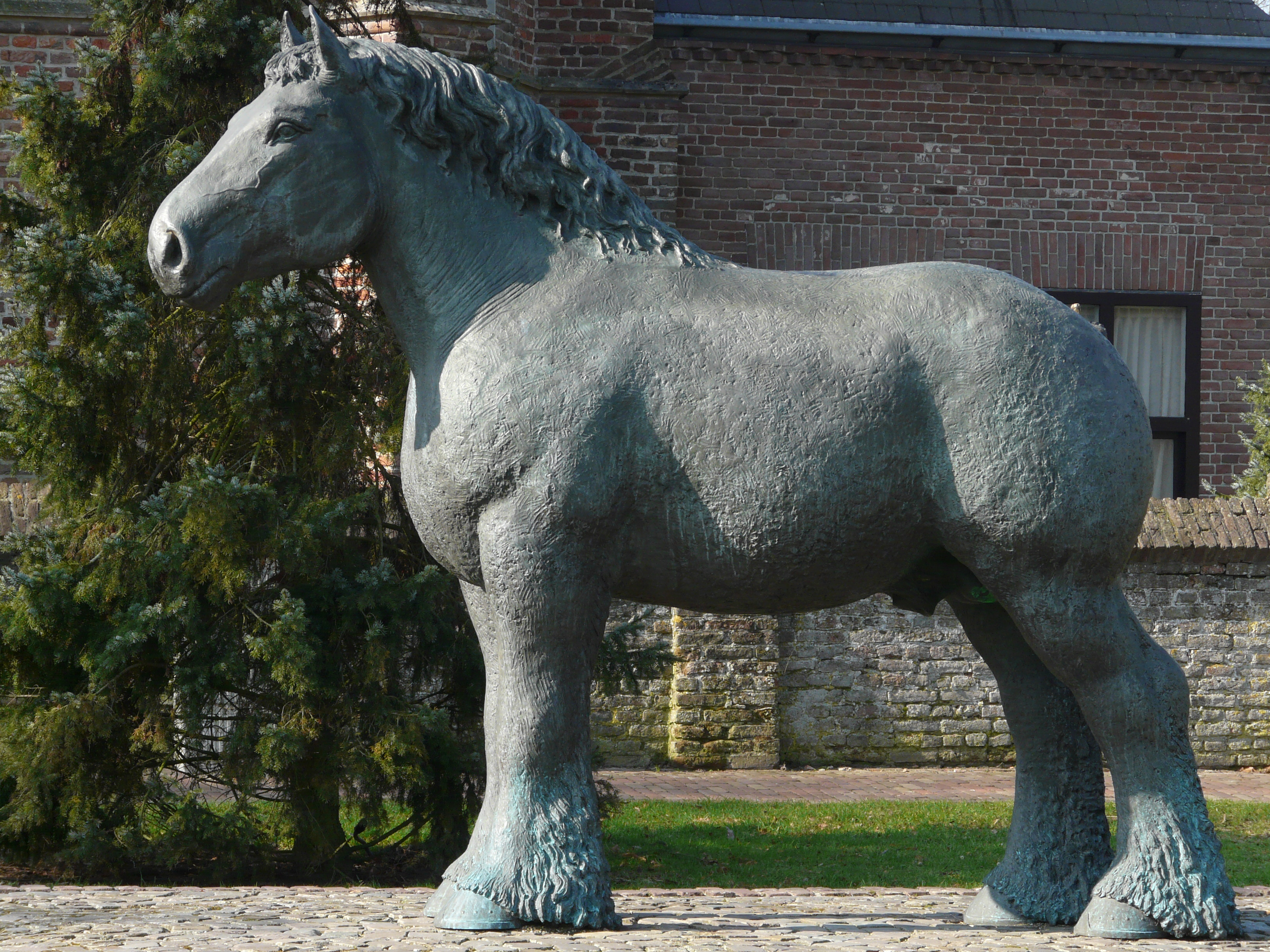
Het Nederlandse Trekpaard (Gerwen)